# 就要擲地有聲的炸裂
《就要擲地有聲的炸裂》是中國男子偶像團體R1SE的首張迷你專輯，於2019年8月6日发行。

## 背景及概念
- 《就要擲地有聲的炸裂》是RISE成團首張音乐专辑。
- 組合透過4首不同風格的歌曲（誰都別吝嗇、WORLD WORLD WORLD、十二、就要擲地有聲的炸裂）诠释了四种不同情绪的“炸裂”，向大众提出“炸裂”是一种年轻人应有的生活状态，也希望大众看到11位成員爆发出的如同小太阳一般耀眼的力量[1]。

## 詞曲創作概要
專輯收錄了6首舞曲和1首抒情曲，共7首曲目：
- 《喊出我的名字》
  - 偶像男團競演養成類真人秀節目《創造營2019》的主题曲。節目結束後R1SE重新錄製並收錄於此專輯。
  - 音源於2019年8月6日公開。

- 《R.1.S.E》
  - 《R.1.S.E》是R1SE正式出道的第一支單曲（成團曲）、也是電影《黑超特警組：反轉世界》中國區主題的推廣曲。
  - 歌曲《R.1.S.E》表达着時下青少年的新审美、新态度、新价值观，在燃烧着热血无所畏惧地向前奔跑追逐梦想道路上，只要坚持自己的理想信念，终有一天会成为大家心中的太阳[2]。
  - 音源於2019年8月6日公開。

- 《誰都別吝嗇》
  - 專輯《就要擲地有聲的炸裂》主打單曲、是一首充滿异域风格元素的舞曲。此歌曲代表著“荷尔蒙式”的炸裂。
  - 由火星电台制作，製作人希望透過歌曲傳達出時下年輕人應該不吝啬自己的青春、努力和时间，並且不断超越自我的热血生活态度[3][4]。
  - 音源於2019年8月8日公開；MV於2019年9月4日公開。

- 《WORLD WORLD WORLD》
  - 專輯第二支單曲。此歌曲代表著“气泡式”的炸裂。
  - 音源於2019年8月15日公開。

- 《十二》
  - 專輯第三支單曲、是專輯中唯一的一首抒情曲。此歌曲代表著“告白式”的炸裂。
  - 歌曲由R1SE親自作詞，並以R1SE官方粉丝团的名字“十二”命名。对于R1SE来说，一路支持他们的粉丝是家人，是朋友，也是不可或缺的第十二个团员。歌曲不仅表达了他们一路走来追求梦想的心路历程，更是R1SE为一直支持他们的粉丝精心准备的“逆应援”[5]。
  - 音源於2019年8月22日公開。

- 《就要擲地有聲的炸裂》
  - 專輯第四支單曲，由金牌制作人郑楠操刀制作，R1SE成员周震南、焉栩嘉、姚琛、张颜齐、刘也、赵磊親自为这首单曲作词。
  - 《就要擲地有聲的炸裂》并非意指音乐的炸裂，而是描述“理想”尤其是“年轻理想”炸裂时所带来的创造力，每一次的界限突破，可能结果尚不完美，但其过程已足够令人热血沸腾[6]。
  - 音源於2019年8月29日公開；MV於2019年9月17日公開。

- 《HAVE FUN》
  - 專輯《就要擲地有聲的炸裂》中的驚喜單曲。
  - 歌曲以“游乐场”的概念回答了“人生像什么”的问题。製作人希望透過歌曲傳達属于年轻人的简单直接的快乐 - 在属于他们的游乐场中，比起输赢成败，更重要的“游戏结果”是享受当下，按照自己的节奏，多经历多尝试，可以持续蓄能时刻准备挣脱地心引力，也能该放下时自然放下[7]。
  - 音源於2019年11月10日公開。

## 曲目
| 曲序     | 曲目               |                                     | 作曲                                                                               | 编曲                                                | 备注                                         | 时长  |
| -------- | ------------------ | ----------------------------------- | ---------------------------------------------------------------------------------- | --------------------------------------------------- | -------------------------------------------- | ----- |
| 1.       | 喊出我的名字       | 文雅                                | Nakamura Daisuke                                                                   | NICK PYO                                            | 《創造營2019》主题曲                         | 3:47  |
| 2.       | R.1.S.E            | 代岳东 倪毅                         | Woo Min Lee "collapsedone" Justin Reinstein Drew Ryan Scott Sean Michael Alexander | Woo Min Lee "collapsedone"                          | 電影《黑超特警組：反轉世界》中國區主題推廣曲 | 2:57  |
| 3.       | 誰都別吝嗇         | 火星电台                            | Kevin Charge Mats Ymell Debbie Blackwell Hide Nakamura                             | Kevin Charge                                        |                                              | 3:48  |
| 4.       | WORLD WORLD WORLD  | 孔一蝉 韦伟                         | Soma Genda Daniel Kim                                                              | Soma Genda                                          |                                              | 3:51  |
| 5.       | 十二               | 周震南 刘也 赵磊 焉栩嘉 姚琛        | Park Junsu Jung Yeonhun                                                            | Park Junsu Jung Yeonhun 闫实 姚云                   |                                              | 3:24  |
| 6.       | 就要擲地有聲的炸裂 | 周震南 刘也 赵磊 焉栩嘉 姚琛 张颜齐 | Hanif Hitmanic Sabzevari Dennis Deko Kordnejad Daniel Kim 纪佳松                   | Hanif Hitmanic Sabzevari Dennis Deko Kordnejad 郑楠 |                                              | 3:47  |
| 7.       | HAVE FUN           | 小角                                | Park Junsu Jung Yeonhun                                                            | Park Junsu Jung Yeonhun                             |                                              | 3:13  |
| 总时长： | 总时长：           | 总时长：                            | 总时长：                                                                           | 总时长：                                            | 总时长：                                     | 24:47 |

## 商業成績
- 专辑《就要擲地有聲的炸裂》發行首日（8月6日），僅1小時42分57秒銷售額破15,000,000元，成為QQ音樂史上最快 & 2019年首張突破《殿堂金鑽唱片》的團體專輯；僅用9秒鐘成績與QQ音樂平台《金唱片》認證紀錄持平，並以9秒鐘成績創造了QQ音樂《雙金唱片》全新認證紀錄；上線即榮登QQ音樂巔峰暢銷榜日榜&周榜雙榜首；R1SE成為QQ音樂首個&最快突破殿堂金鑽唱片認證紀錄的男團。[8]
- 12月8日，专辑《就要擲地有聲的炸裂》於2019第一屆TMEA腾讯音乐娱乐盛典獲得年度最佳團體專輯[9]。
- 截至2021年6月8日，专辑《就要擲地有聲的炸裂》的總銷量達29,917,705張。